# Salla
Salla este o comună din Finlanda.